# Dia dos Santos Inocentes

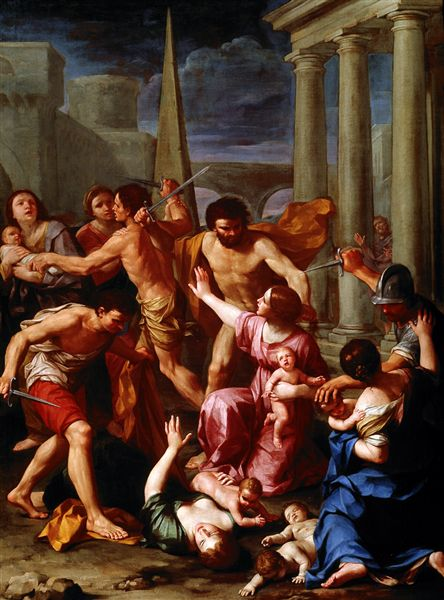
Massacre dos Inocentes.
Por Girolamo Donnini.

O Dia dos Santos Inocentes é uma celebração cristã em homenagem aos Santos Inocentes, os meninos assassinados no evento bíblico que ficou conhecido como Massacre dos Inocentes, relatado em Mateus 2:16–18, festejada entre os dias 27 e 29 de dezembro, dependendo da denominação cristã.

## Comemoração
A comemoração do massacre dos "Santos Inocentes" - considerados por muitos cristãos como sendo os primeiros mártires - apareceu primeiro como uma festa na igreja ocidental no "Sacramentário Leonino" (ca. 485 d.C.). As primeiras comemorações estavam ligadas à Festa da Epifania, em 6 de janeiro: Prudêncio menciona os Inocentes em seu hino sobre a Epifania. Leão Magno, em suas homilias sobre a Epifania, fala sobre os Inocentes. Fulgêncio de Ruspe (séc. VI) também compôs uma homilia (De Epiphania, deque Innocentum nece et muneribus magorum - "Sobre a Epifania e sobre o assassinato dos Inocentes e os presentes dos Magos").
Atualmente, a data da festa varia. Para os sírios ocidentais (Igreja Ortodoxa Síria, Igreja Católica Siro-Malancar e a Igreja Maronita) e os sírios orientais (Igreja Católica Caldeia e a Igreja Católica Siro-Malabar), o dia é 27 de dezembro. Para a Igreja Católica, Igreja da Inglaterra e a Igreja Luterana, a data é 28 de dezembro. Já a Igreja Ortodoxa comemora os Inocentes em 29 de dezembro.

### Dia dos Tolos

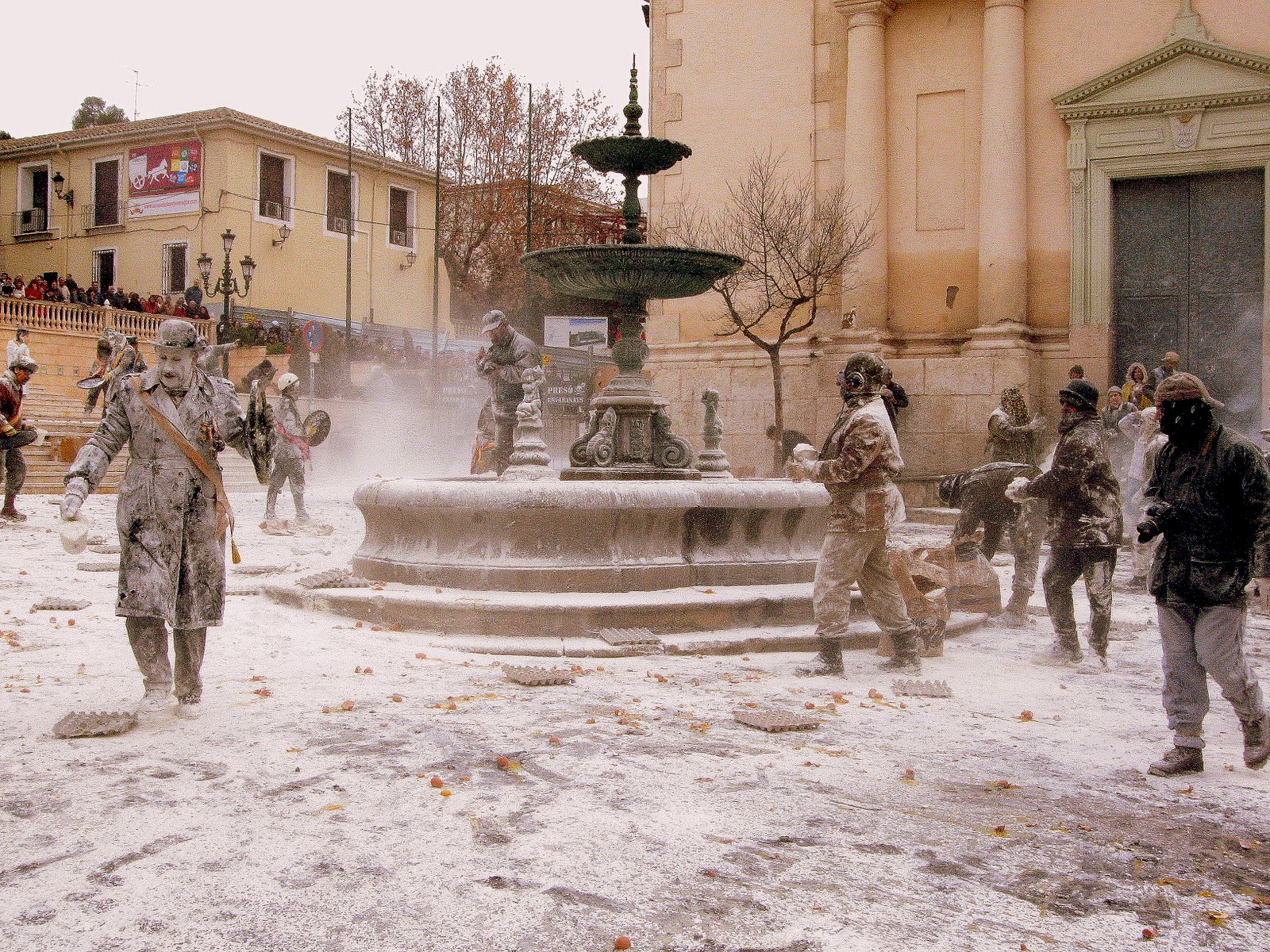
Els Enfarinats, em Ibi.

Na Espanha, na América Espanhola e nas Filipinas, o dia 28 de dezembro é dia para pregar peças, o equivalente ao Dia da mentira em muitos países. As piadas (bromas) também são conhecidas por lá como inocentadas e suas vítimas são chamadas de inocentes ou, alternativamente, os piadistas é que são os inocentes e suas vítimas não podem ficar bravas com eles, uma vez que eles não cometeram nenhum "pecado". Uma das mais famosas dessas tradições é o festival "Els Enfarinats", em Ibi (Alicante), onde os inocentes se vestem com roupas militares e provocam uma guerra de farinha.